# Elemento architettonico
In architettura, un elemento architettonico è una delle strutture che contribuiscono a formare un edificio.

## Categorizzazione
I vari elementi architettonici possono essere raggruppati e studiati secondo vari criteri.
Si possono distinguere gli elementi verticali (parete, colonna...) e orizzontali (solai, architravi...).
Uno dei più citati è quello di dividerli in:
1. Strutture portanti (o primarie, dette anche sostegni), che sostengono il peso di altri elementi e tengono su l'edificio (di solito elementi verticali)
2. Strutture portate (o secondarie), che scaricano il loro peso su altre strutture; a volte possono diventare portanti per altri elementi (di solito elementi orizzontali, ma anche archi)

Esistono poi elementi di raccordo (come capitelli, pennacchi, trombe) e elementi puramente decorativi (lesene, cornici).
Guardando la statica, si hanno strutture spingenti (cioè che generano spinte laterali, oltre alla normale forza di compressione del peso, come archi e volte) e non spingenti (architravi e capriate).

## Principali elementi architettonici
Verticali
- Facciata
- Parete
- Piedritto (di forma generica)
- Colonna (a sezione circolare)
- Pilastro (a sezione poligonale o mistilinea)

Orizzontali
- Basamento
- Solaio
- Trabeazione

Di copertura delle aperture
- Architrave
- Piattabanda
- Arco

Di copertura degli spazi
- Tetto
- Capriata
- Volta
  - Volta a botte
  - Volta a crociera
  - Cupola

Di controspinta
- Contrafforte
- Arco rampante

Di raccordo
- Pennacchio
- Tromba

## Galleria d'immagini

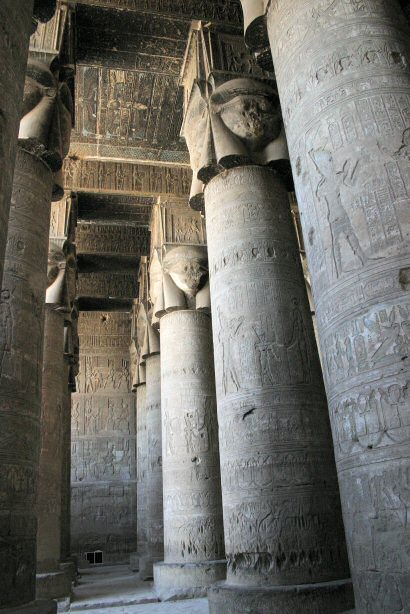
Colonne
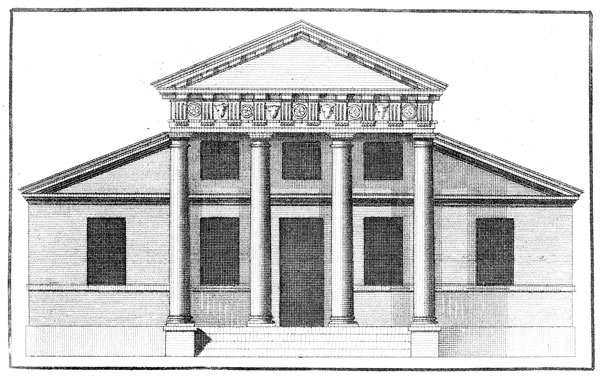
La facciata di una villa ne I quattro libri dell'architettura di Palladio (libro IV)
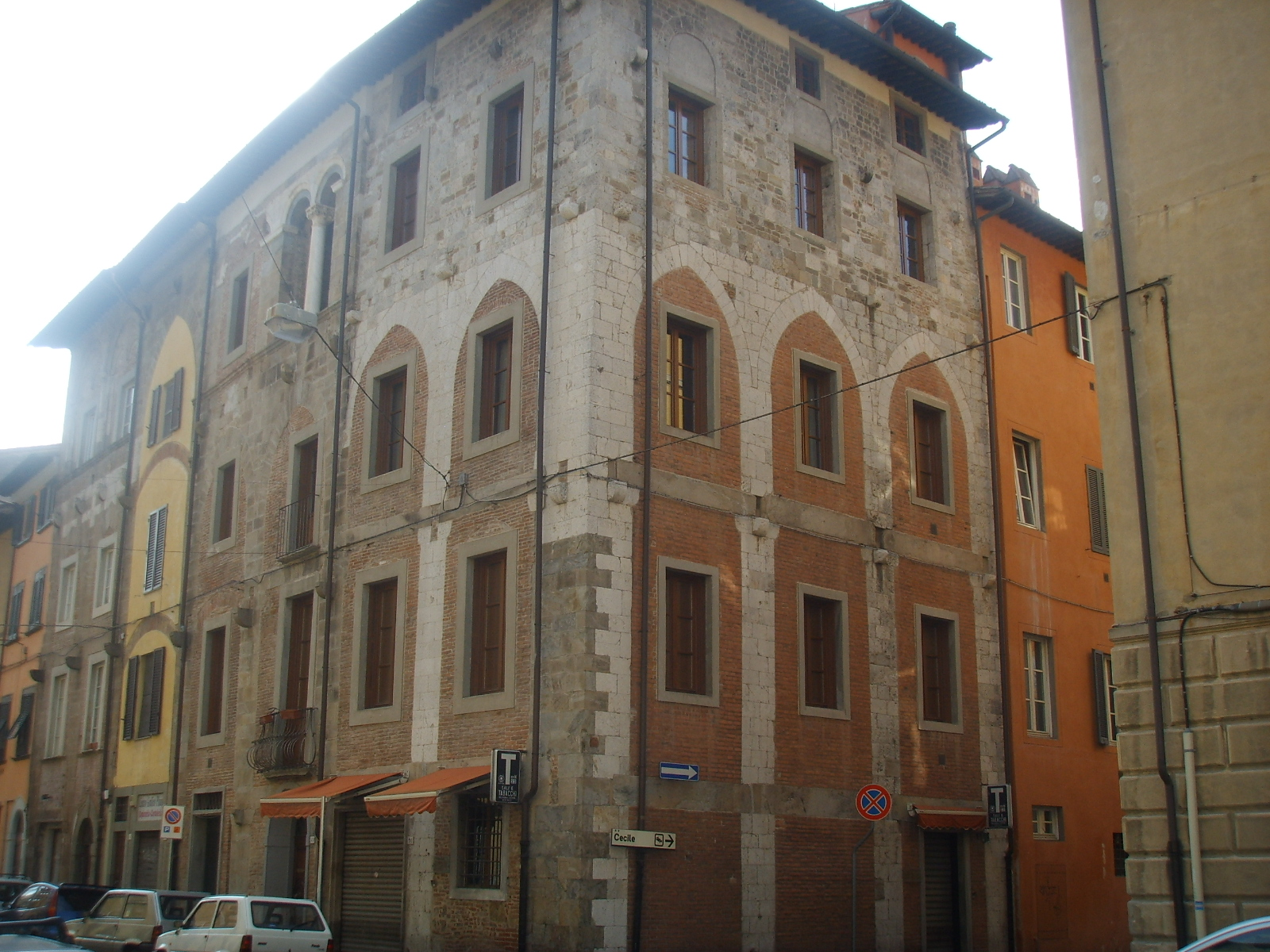
Casa Miniati a Pisa. Gli archi di sostegno della struttura poggiano su piedritti
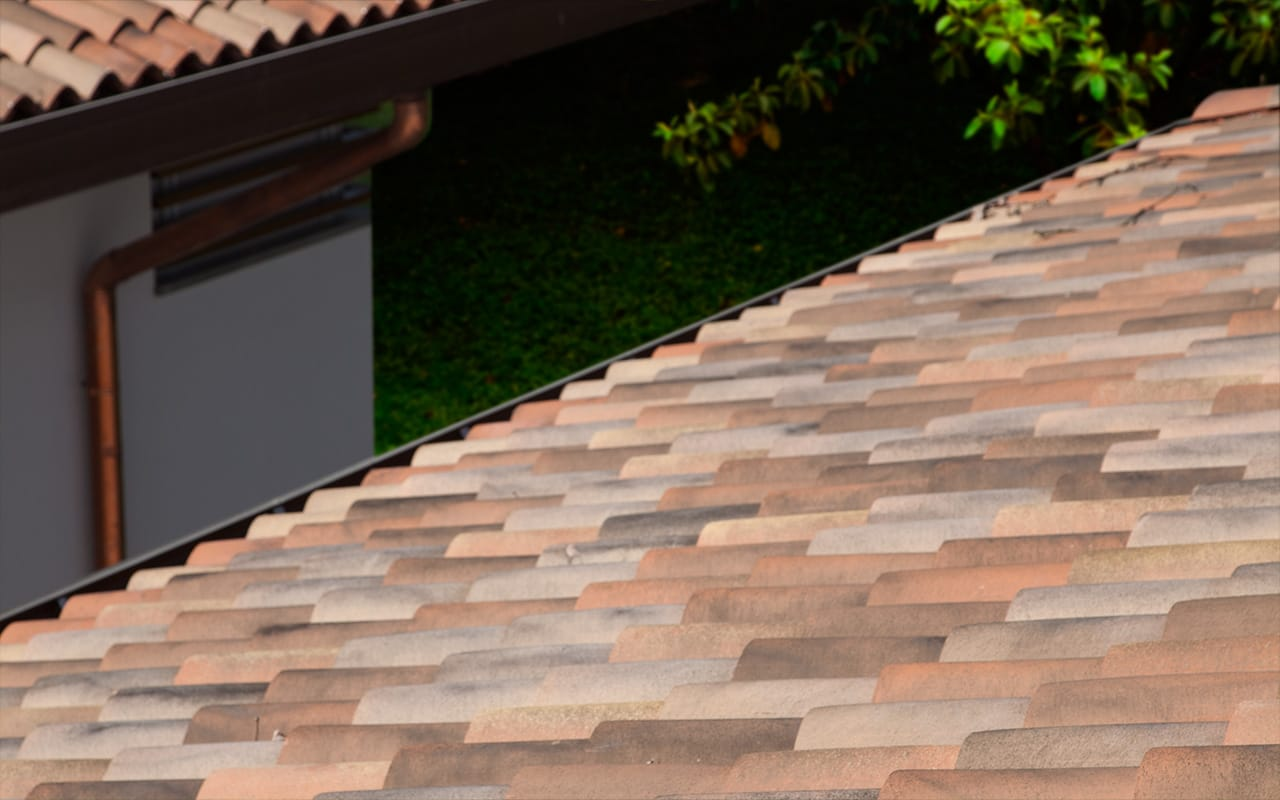
Un tetto con tegole in laterizio
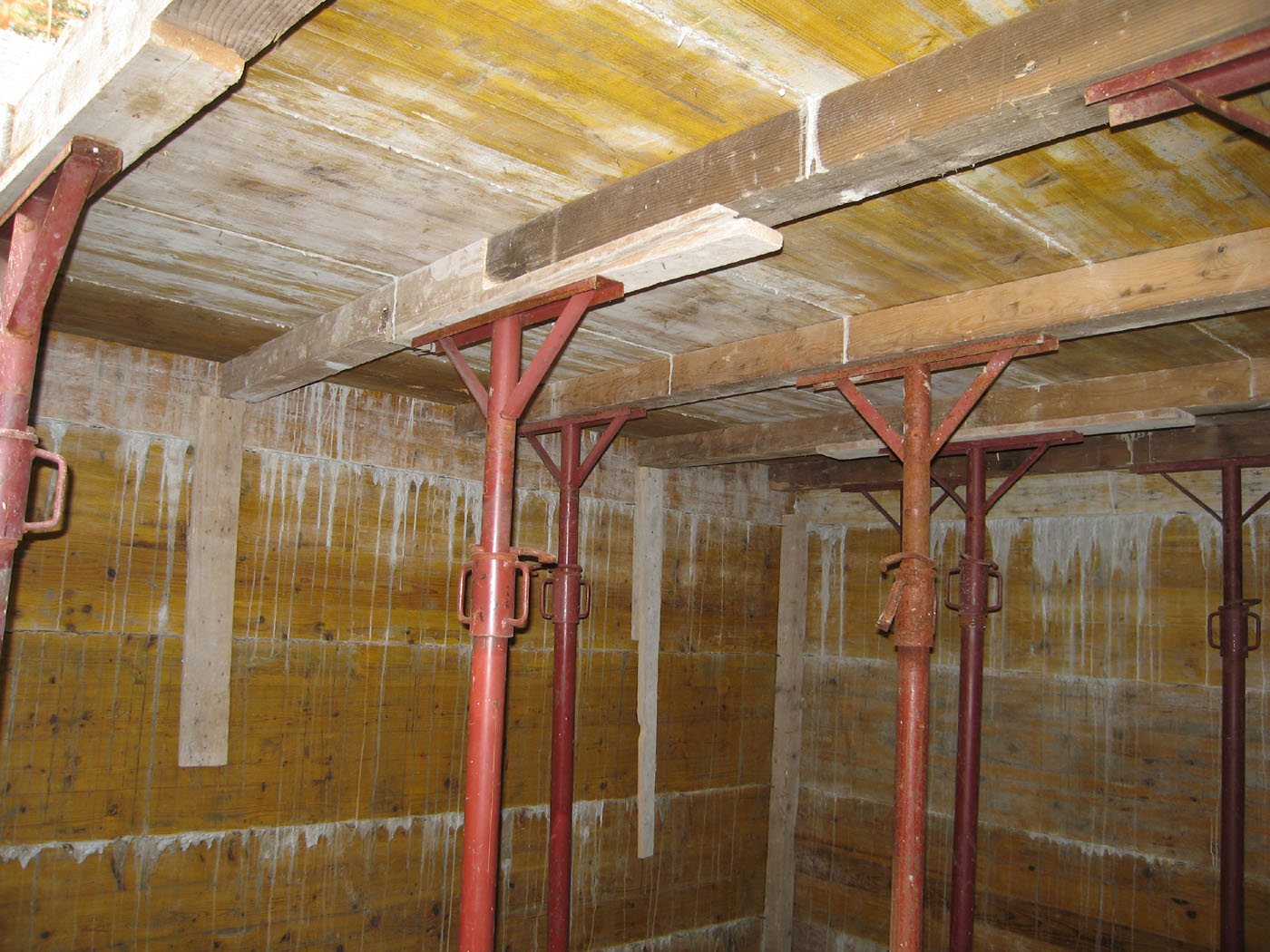
Cassaforma a platea per solaio gettato in opera
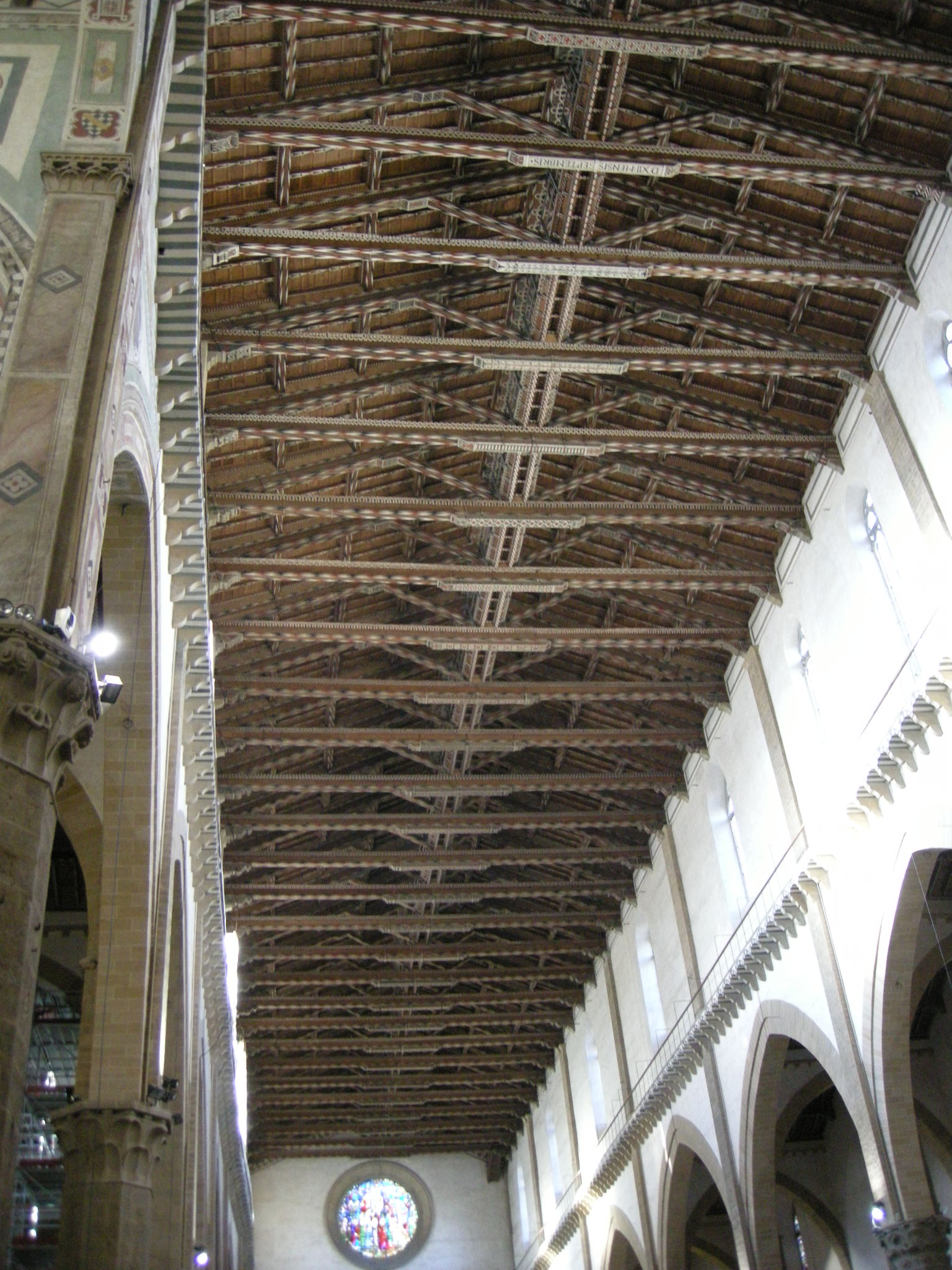
Le capriate del soffitto della Basilica di Santa Croce a Firenze
Nomenclatura della volta a botte: (1) chiave di volta; (2) cuneo; (3) estradosso; (4) piedritto; (5) intradosso; (6) freccia; (7) corda; (8) rifinanziamento o rinfianco.
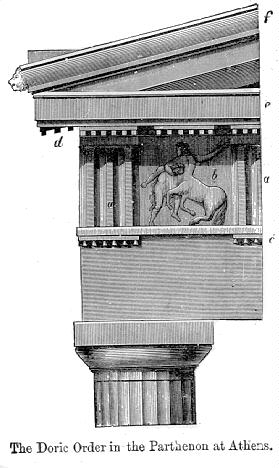
La trabeazione del Partenone di Atene (V secolo a.C.)